# Giangiorgio Aldobrandini
Giangiorgio Aldobrandini (ur. 1590, zm. 6 maja 1637) – włoski szlachcic, książę Rossano, Meldoli i Sarsina, prasiostrzeniec papieża Klemensa VIII. Brat kardynałów Silvestro Aldobrandini (1587-1612) i Ippolito Aldobrandini (1591-1638) oraz siostrzeniec kardynała Pietro Aldobrandini (1571-1621).
Urodził się w 1590 jako drugi syn Gianfrancesco Aldobrandini i Olimpii Aldobrandini, siostrzenicy kardynała Ippolito Aldobrandini, który 30 stycznia 1592 został papieżem Klemensem VIII. W 1601 zmarł jego ojciec, co uczyniło go świecką głową rodu Aldobrandini, gdyż jego starszy brat Silvestro został przeznaczony do stanu duchownego (w 1603 Klemens VIII mianował go kardynałem). Po śmierci Klemensa VIII (1605) nowy papież Paweł V Borghese był nieprzychylny Aldobrandinim. Wielu członków rodu poddano szykanom, Giangiorgio na krótko znalazł się nawet w więzieniu. Mimo to, dzięki staraniom wuja, kardynała Pietro Aldobrandini, w 1612 uzyskał od króla Hiszpanii tytuł księcia Rossano w królestwie Neapolu.
W 1621 zmarł Paweł V i nowym papieżem został Grzegorz XV z rodu Ludovisi. Krótko po jego wyborze Giangiorgio ożenił się z papieską bratanicą Ippolitą Ludovisi (1601-1674). Grzegorz XV nadał mu wówczas tytuł "papieskiego bratanka" i mianował księciem Meldoli i Sarsina. Pontyfikat Grzegorza XV trwał jednak krótko, a jego następca Urban VIII Barberini ponownie zepchnął Aldobrandinich na dalszy plan.
Z małżeństwa z Ippolitą Ludovisi urodziła się tylko jedna córka, Olimpia Aldobrandini (1623-1681). Po śmierci Giangiorgio w 1637 odziedziczyła po nim wszystkie bogactwa i tytuły, które poprzez jej małżeństwo z Paolo Borghese przeszły do skonfliktowanego niegdyś z Aldobrandinimi rodu Borghese.